# アレーイナ・ティリティ
アレーイナ・ティリティ（Aleyna Tilki、2000年3月28日 - ）は、トルコの歌手。

## 略歴
デビュー前、オーディション番組 "Yetenek Sizsiniz Türkiye"（2014年 - 2015年）の第六シーズンの参加者だった。
2016年に彼女の最初のデジタルシングル「Cevapsız Çınlama」がリリース。そのミュージックビデオはYouTubeで5.1億回以上視聴された。
彼女の2作目ののデジタルシングル「Sen Olsan Bari」のミュージックビデオは、4億5000万回以上視聴されている。

## ディスコグラフィ
デジタル・シングル
- Cevapsız Çınlama（2016年8月19日）
- Sen Olsan Bari（2017年7月27日）
- Yalnız Çiçek（2018年5月21日）